# Dipentodon sinicus
Dipentodon sinicus ist die einzige Pflanzenart der monotypischen Gattung Dipentodon in der Familie der Dipentodontaceae innerhalb der kleinen Ordnung der Huerteales.

## Vorkommen
Die Heimat ist das südliche China und angrenzende Gebiete in Myanmar und im nordöstlichen Indien. Sie wachsen meist in immergrünen Wäldern oder an Flüssen und Bahnlinien in Höhenlagen zwischen 900 und 3200 Meter.

## Beschreibung
Dipentodon sinicus ist ein laubabwerfender bis halbimmergrüner, kleiner Baum oder Strauch, der Wuchshöhen von 3 bis 10 (selten bis zu 15) Meter erreicht. Die Rinde der Zweige ist purpurfarben-braun mit wenigen Lentizellen. Die wechselständig und zweizeilig angeordneten Laubblätter sind 7 bis 10 mm lang gestielt und einfach. Die Blattspreite weist eine Länge von 7 bis 15 (bis 20) cm und eine Breite von 2 bis 9 cm auf. Der Blattrand ist scharf gesägt. Die Nebenblätter sind etwa 1 cm groß mit fein gesägtem Rand.
Die meist 4 bis 7 (2,5 bis 10) cm lang gestielten, kugeligen, doldigen Gesamtblütenstände sind aus zymösen Teilblütenständen zusammengesetzt, enthalten vier bis fünf Hochblätter, 25 bis 30 Blüten und weisen voll aufgeblüht einen Durchmesser von 1,5 bis 2,5 cm auf. Der Blütenstiel ist während der Blütezeit 5 bis 10 mm lang und wächst danach noch etwas. Die kleinen (Durchmesser 1 bis 4 mm), zwittrigen, radiärsymmetrischen Blüten sind fünf- bis siebenzählig. Die 10 bis 14 aufrechten, etwa 1 mm langen Blütenhüllblätter sind nur an ihrer Basis verwachsen. Es sind fünf bis sieben freie, fertile Staubblätter vorhanden mit etwa 2 mm langen Staubfäden und purpurfarbenen etwa 0,4 mm langen Staubbeuteln. Die Nektardrüsen hält man für die fünf bis sieben Staminodien. Drei Fruchtblätter sind zu einem behaarten, oberständigen Fruchtknoten verwachsen. Der etwa 2 bis 3 mm langen Griffel endet in einer kleinen, kopfigen Narbe. Die Blütezeit reicht von Mai bis September.
Die Früchte sind reif zwischen August und Oktober.
Auf der behaarten, purpurfarben-braunen, einsamigen Kapselfrucht sind noch die Staubblätter, der Griffel, die Kelch- und Kronblätter erhalten und weisen eine Größe 6 bis 10 mm auf. Die schwärzlich-braunen Samen weisen eine Größe von 4 bis 5 mm auf.

## Systematik
Diese Art wurde früher den Violales oder Dilleniidae zugeordnet.
In der monotypischen Gattung Dipentodon Dunn gibt nur eine Art:
- Dipentodon sinicus Dunn (Syn.: Dipentodon longipedicellatus C.Y.Cheng & J.S.Liu)